# تیم ملی بسکتبال اوگاندا
تیم ملی بسکتبال اوگاندا، نماینده اوگاندا در مسابقات بین المللی بسکتبال است. این تیم توسط فدراسیون بسکتبال اوگاندا اداره می شود. 
اوگاندا نخستین بازی خود را در مسابقات قهرمانی آفریقا در سال ۲۰۱۵ در تونس انجام داد. در آنجا، اوگاندا ۶۴–۷۲ زیمبابوه را شکست داد تا نخستین پیروزی خود را در مسابقات برتر این قاره کسب کند.